# Rio Gravatá
O rio Gravatá é um curso de água que banha o estado da Paraíba, no Brasil